# Ghostface Killah
Ne doit pas être confondu avec Ghostface.
Ghostface Killah, de son vrai nom Dennis Coles (né le 9 mai 1970 à Staten Island, New York), est un rappeur américain, ancien membre du Wu-Tang Clan. Après le succès de leur album Enter the Wu-Tang (36 Chambers), les membres du groupe construisent leur carrière en solo parallèlement au travail au sein du Wu Tang Clan  Ghostface Killah débute avec son premier album solo Ironman en 1996, bien accueilli par la presse spécialisée. Il continue avec des albums à succès comme Supreme Clientele en 2000, et FishScale en 2006. Son nom de scène s'inspire du film de kung-fu Mystery of Chessboxing sorti en 1979. Il dirige son propre label, Starks Enterprises.
Ghostface Killah est un rappeur privilégié, pour son flow rapide et son argot,. En 2006, MTV l'inclut dans sa liste des meilleurs MC de tous les temps et About.com le cite dans son top 50 des « MC de notre époque » (1987–2007), le considérant comme « l'un des conteurs les plus imaginatifs de notre temps. »

## Biographie

### Jeunesse et débuts
Ami du rappeur et cofondateur du Wu-Tang Clan, RZA, Ghostface aide à rassembler les sept membres du groupe. En 1995, Ghostface participe au premier album de Raekwon, Only Built 4 Cuban Linx…. Il contribue également aux chansons des films Sunset Park (en) et Spoof Movie, qui seront incluses dans son premier album Ironman, en 1996. L'album, qui débute deuxième du Billboard 200, contient plus d'éléments de musique soul (en particulier des années 1970) que les précédents albums de Wu-Tang, et les futurs albums de Ghostface se représenteront par des traits stylistiques similaires.
En 2000, il publie son deuxième album Supreme Clientele. L'album est bien accueilli par la presse spécialisée, et classé 7e du Billboard 200. Il contient Apollo Kids, un single populaire composé avec Raekwon et contenant un sample de la chanson Cool Breeze de Solomon Burke. Cherchez LaGhost, un autre single extrait de l'album, devient un succès mineur. Supreme Clientele sera un tournant dans la musique de RZA, qui ne produira que six de ses chansons, comparé à Ironman.
Ghostface perd un peu de temps dans l'enregistrement de son troisième album, Bulletproof Wallets, qui est publié un an après Supreme Clientele. Son premier single s'intitule Never Be the Same Again, avec Carl Thomas et Raekwon. Il contient également un autre hit, Flowers, composé avec Method Man et Raekwon, et le single Ghost Showers composé avec Madame Majestic, qui a participé à la chanson Gravel Pit de Wu-Tang.

### Def Jam

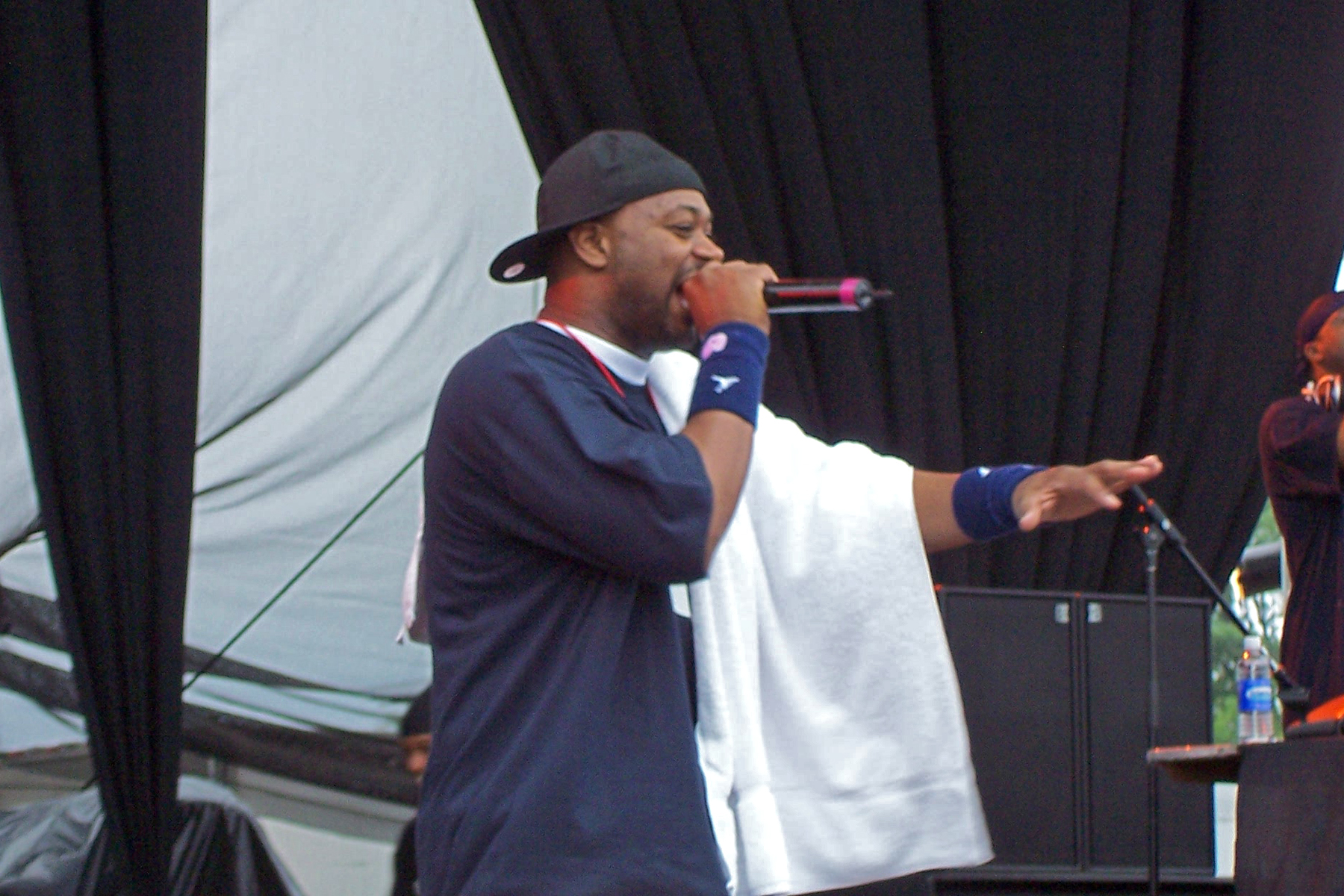
Ghostface au Virgin Festival en 2007.

En 2003, Ghostface signe avec le label Def Jam Recordings. Après avoir temporairement retiré « Killah » de son nom de scène, Ghostface publie The Pretty Toney Album en avril 2004. L'album contient deux productions de RZA, mais aucune du Wu-Tang Clan ; à la place, il fait participer Missy Elliott, D-Block et Jacki-O. Les singles Tush et Run, des collaborations avec Missy et Jadakiss respectivement, atteignent un succès modéré dans les radios, et l'album est cité dans plusieurs listes de « meilleur album de l'année ». Ghostface participe également à la chanson On My Knees du groupe britannique de RnB The 411, devenu un succès au Royaume-Uni et en Australie, et publie un album intitulé 718 avec the Theodore Unit. Ghostface participe également à He Comes de De La Soul, sur The Grind Date. En novembre 2005, Ghostface et Trife Da God publient un projet conjoint, Put It On The Line.
En 2006, Ghostface s'allie avec l'artiste underground MF DOOM pour un album non-publié intitulé Swift and Changeable. MF DOOM produit également plusieurs chansons de l'album FishScale de Ghostface. L'album débute quatrième du classement Billboard 200, et deuxième des classements R&B. Il est bien accueilli par la presse spécialisée. Ghostface participe à une tournée en soutien à l'album, avec le reste du Wu-Tang Clan. Le 4 décembre 2007, Ghostface publie son septième album, The Big Doe Rehab. En 2009, il sort son huitième album, intitulé Ghostdini: Wizard of Poetry in Emerald City, qui contient des singles comme Baby et Do Over. En mars 2009, Ghostface publie une chanson intitulée Message from Ghostface qui se consacre aux femmes maltraitées par leurs maris, après la polémique entre Rihanna et Chris Brown. Raekwon, indique lors d'un entretien en mai 2009 avec Rolling Stone, que Ghostface Killah est en pleine préparation d'un nouvel album. Ghostface participe à huit chansons de l'album Only Built 4 Cuban Linx… Pt. II de Raekwon.
Peu après la publication de Only Built 4 Cuban Linx… Pt. II, Def Jam propose à Raekwon de travailler avec Method Man et Ghostface Killah sur un album par la suite intitulé Wu-Massacre. La production est lancée en novembre 2009. Wu-Massacre est publié le 30 mars 2010, et fait participer Scram Jones, Mathematics, et RZA. Il confirme ensuite la venue de deux nouveaux albums, Apollo Kids et une suite de l'album Supreme Clientele.

### Post Def Jam
Ghostface publie un album collaboratif avec le membre de D-Block Sheek Louch, intitulé Wu Block. L'album est publié le 27 novembre 2012 chez E1 Music, et débute 73e du Billboard 200, comptant 8 600 exemplaires vendus aux États-Unis. Il tombe à la 152e place la deuxième semaine, avec 4 200 exemplaires vendus. Lors d'un entretien avec le magazine Complex le 17 novembre 2012, Ghostface Killah confirme avoir quitté Def Jam, ce qui fait d'Apollo Kids son dernier album au label. Il annonce par la même occasion, Blue and Cream, la suite de l'album Supreme Clientele, terminé à 80-85 %. Le 16 avril 2013, Ghostface publie son dixième album Twelve Reasons to Die produit par Adrian Younge et RZA,. L'album est publié sous divers formats incluant CD, vinyle et cassette au label Soul Temple Records de RZA. La version deluxe numérique s'accompagne d'un comic book.
Il annonce par la suite la sortie de Blue and Cream entre juillet et septembre 2013, et que son album collaboratif avec MF DOOM sera publié vers Halloween,. En janvier 2014, il participe à l'émission Couples Therapy aux côtés de sa compagne Kelsey Nykole. Plus tard dans l'année, Ghostface annonce son onzième album, 36 Seasons en décembre 2014. Une suite à Twelve Reasons to Die, intitulée Twelve Reasons to Die II, est prévue pour le 15 juillet 2015.

## Rivalités
[pas clair]
Ghostface et Raekwon clashent The Notorious B.I.G. sur le sketch Shark Niggaz (Biters) sur l'album Only Built 4 Cuban Linx…, dans lequel une association est en colère, faisant référence à Bad Boy Records qui utilise des styles de pochettes d'autres rappeurs pour les mettre sur les siens, comme Nas (Illmatic) sur laquelle se présente un portrait de l'artiste étant enfant, qui a été repris par The Notorious B.I.G. pour Ready to Die.[incompréhensible] En dépit de ce conflit, Biggie adorait le Wu-Tang, et apparaît en featuring avec des artistes comme Method Man et RZA. Plus tard, des rappeurs comme Nas et Method Man ont réagi sur cette rivalité, le premier enregistre un titre confirmant les tensions entre Biggie, Ghost et Raekwon, le deuxième dit que Raekwon et Ghostface « n'aiment pas tout le monde »[réf. nécessaire].
Ghost a également eu une rivalité avec 50 Cent. Tout commence fin 1999 quand 50 enregistre How to Rob (An Industry Nigga) où il insulte plusieurs rappeurs, comme Ghost, Raekwon ou encore RZA. Peu de temps après l'enregistrement, Ghostface, Superb, Gavin West et d'autres rappeurs ont été accusés d'avoir attaqué 50 sur la radio Hot 97. Ghost répond en 2000 avec un sketch nommé Clyde Smith, où il présente 50 en train de parler sur son comportement et de sa manière d'attirer l'attention. En 2007, 50 Cent refait parler de lui au cours d'une interview au magazine Spin. Il affirme que ce n'est pas Ghostface qui a écrit les textes du magnifique album Supreme Clientele, mais Superb. Il dit également que le succès du Wu-Tang est terminé, car il n'arrive pas à vendre. Dans un entretien avec Windows Media Players Musique, Ghost, Perb et Raekwon répondent à 50, et affirment que Perb n'a pas écrit l'album[réf. nécessaire].
Il y a également eu une querelle entre Ghost et Ma$e. Dans la piste Malcolm, Ghostface Killa mentionne qu'il « a éclaté la mâchoire » de Ma$e. En réponse, lors d'un concert en Jamaïque, Ma$e brûle un drapeau du Wu-Tang. Puis Ghost, accompagné de Queens, apparaissent et s'ensuit une violente querelle entre eux[réf. nécessaire].

## Discographie

### Albums studio
- 1996 : Ironman
- 2000 : Supreme Clientele
- 2001 : Bulletproof Wallets
- 2004 : The Pretty Toney Album
- 2006 : FishScale
- 2006 : More Fish
- 2007 : The Big Doe Rehab
- 2009 : Ghostdini: Wizard of Poetry in Emerald City
- 2010 : Apollo Kids
- 2013 : Twelve Reasons to Die
- 2014 : 36 Seasons
- 2015 : Twelve Reasons to Die II
- 2018 : Ghost Files
- 2019 : Ghostface Killahs
- 2024 : Set the Tone (Guns and Roses)

### Compilations
- 2003 : Shaolin's Finest
- 2007 : Hidden Darts
- 2008 : The Wallabee Champ
- 2008 : GhostDeini the Great

### Album live
- 2006 : Live in New York City

### Albums collaboratifs
- 1993 : Enter the Wu-Tang (36 Chambers) (avec le Wu-Tang Clan)
- 1995 : Only Built 4 Cuban Linx… (en guest-star Avec Raekwon)
- 1997 : Wu-Tang Forever (avec le Wu-Tang Clan)
- 2000 : The W (avec le Wu-Tang Clan)
- 2001 : Iron Flag (avec le Wu-Tang Clan)
- 2007 : 8 Diagrams (avec le Wu-Tang Clan)
- 2010 : Wu-Massacre (avec Method Man et Raekwon)
- 2012 : Wu-Block (avec Sheek Louch)
- 2014 : A Better Tomorrow (avec le Wu-Tang Clan)
- 2015 : Sour Soul[31] (avec BadBadNotGood)
- 2019 : Czarface meets Ghostface Killah avec Czarface

### Singles

#### Solo
- 1996 : Daytona 500 feat. Raekwon and Cappadonna
- 1996 : All That I Got Is You feat. Mary J. Blidge
- 2000 : Apollo Kids feat. Raekwon
- 2000 : CherChez LaGhost feat. U-God
- 2001 : Never Be The Same Again feat. Raekwon and Carl Thomas
- 2001 : Ghost Showers
- 2003 : Guerilla Hood feat. Theodore Unit
- 2004 : Tush feat. Missy Elliott
- 2004 : Run feat. Jadakiss
- 2005 : Milk 'Em feat. Trife Da God & Strange Fruit Project
- 2005 : Be Easy feat. Trife Da God
- 2006 : Back Like That feat. Ne-Yo
- 2008 : We Celebrate feat. Kid Capri
- 2009 : Baby (feat. Raheem DeVaughn)

#### Featuring
- 1994 : Heaven and Hell feat. Raekwon
- 1995 : Criminology feat. Raekwon
- 1995 : Ice Cream feat. Raekwon, Method Man and Capadonna
- 1999 : I Want You for Myself (Remix) feat. Another Level
- 1999 : Stand Up feat. Charli Baltimore
- 2002 : Thrila feat. Cassius
- 2004 : On My Knees feat. The 441
- 2010 : Lose It (In The End) feat. Mark Ronson
- 2016 : Worldwide de Wax Tailor

## Filmographie
- 1996 : Spoof Movie
- 1999 : Noir et Blanc
- 2002 : Hunter Dawson
- 2004 : Fade to Black
- 2006 : 30 Rock (série TV)
- 2007 : Walk Hard: The Dewey Cox Story
- 2007 : Human Giant (série TV)
- 2007 : Les Boondocks (série TV)
- 2008 : Iron Man